# Śmidzięcino
Śmidzięcino (niem. Schmidtenthin) – niezamieszkana wieś w Polsce położona w województwie zachodniopomorskim, w powiecie drawskim, w gminie Złocieniec. W latach 1975–1998 miejscowość administracyjnie należała do województwa koszalińskiego. Do 31 grudnia 2018 r. wieś należała do zlikwidowanej gminy Ostrowice. Miejscowość wchodzi w skład sołectwa Bolegorzyn.

## Geografia
Wieś leży ok. 2,5 km na północ od Bolegorzyna.